# Sergei Sergejewitsch Krjutschok
Sergei Sergejewitsch Krjutschok (russisch Сергей Сергеевич Крючёк, wiss. Transliteration Sergej Sergeevič Krjučëk; * 27. Februar 1942) ist ein ehemaliger russischer Mittelstreckenläufer, der für die Sowjetunion an den Start ging. 

## Sportliche Laufbahn
Erste internationale Erfahrungen sammelte Sergei Krjutschok vermutlich im Jahr 1968, als er bei den Europäischen Hallenspielen in Madrid in 1:58,1 min die Bronzemedaille im 800-Meter-Lauf hinter dem Iren Noel Carroll und Alberto Esteban aus Spanien gewann. Zudem gewann er mit der sowjetischen 1820 m Staffel (1 + 2 + 3 + 4 Runden) in 3:52,2 min gemeinsam mit Alexander Lebedew, Boris Sawtschuk und Igor Potaptschenko die Goldmedaille. Im Jahr darauf schied er bei den Europameisterschaften in Athen mit 1:53,3 min im Halbfinale über 800 Meter aus und 1970 belegte er bei den Halleneuropameisterschaften in Wien in 1:54,0 min den achten Platz. Zudem siegte er mit der 2800 m Staffel (2 + 3 + 4 + 5 Runden) in 6:18,0 min gemeinsam mit Alexander Konnikow, Wladimir Kolesnikow und Iwan Iwanow.
1969 wurde Krjutschok sowjetischer Meister im 800-Meter-Lauf.